# رنارد ای هریس جونیور
رنارد ای هریس جونیور (به انگلیسی: Bernard A. Harris, Jr.) فضانورد اهل کشور است که در ۲۶ ژوئن ۱۹۵۶ میلادی در تمپل، تگزاس زاده شد. وی در مأموریت اس‌تی‌اس-۵۵، اس‌تی‌اس-۶۳ حضور داشته است.